# Luchando por el metal
Luchando por el metal es el álbum debut de la pionera banda argentina de heavy metal V8, publicado el 10 de abril de 1983 por el sello discográfico Umbral.
Al igual que los otros dos discos de V8, fue reeditado en CD y casete en 1992 por el sello Radio Trípoli. 
Este disco resulta ser el más importante de la banda, ya que es el que los dio a conocer, y que, junto a Riff, los transformó en los máximos exponentes del heavy metal argentino de principios a mediados de los 80s.

## Detalles
Previamente, V8 se habían presentado en el festival B.A. Rock, a fines de 1982, donde varias canciones de este disco fueron presentadas en vivo; al mismo tiempo la banda había registrado un demo por medio de Pedro Leontjew, su primer mánager, en el estudio El Jardín.
La cinta contenía "Asqueroso cansancio", "Vomitando heavy metal", "Maligno", "Hiena de metal", "Juicio final", "Parcas sangrientas" y "Voy a enloquecer". 
Cabe señalar que "Maligno" permaneció inédito hasta su recopilación en la caja Antología del año 2001, mientras que "Juicio final", "Vomitando heavy metal" y "Asqueroso cansancio" fueron reescritos y regrabados para sus siguientes discos.
Este álbum se gestó y publicó en tiempos convulsos en la Argentina post-Malvinas, antes del retorno a la democracia en el país, durante los últimos meses del Proceso de Reorganización Nacional, lo que se deja entrever en algunas de las letras.
Las canciones más populares del álbum son "Destrucción", "Brigadas metálicas", "Muy cansado estoy" y, con la participación de Pappo, "Hiena de metal".
No obstante la idea original era usar el sonido de un motor V8 para la intro de "Destrucción", al no encontrar el automóvil adecuado, fue usado el de un Torino, grabado por el bajista Ricardo Iorio en un garaje que estaba a la vuelta del estudio.
En 1992, Radio Trípoli lo reedita en CD, junto al resto de la discografía de la banda, mientras que junto con Un paso más en la batalla, fue lanzado en edición limitada en vinilo en 2012 en Europa, por el sello español Beat Generation.

## Lista de canciones
*Todas las canciones compuestas por Ricardo Iorio, Osvaldo Civile, Alberto Zamarbide y Gustavo Rowek
Lado A
1. "Destrucción" - 2:00
2. "Parcas sangrientas" - 2:56
3. "Si puedes vencer al temor" - 5:53
4. "Ángeles de las tinieblas" - 2:30

Lado B
1. "Tiempos metálicos" - 2:26
2. "Muy cansado estoy" - 3:20
3. "Brigadas metálicas" - 3:01
4. "Torturador" - 2:30
5. "Hiena de metal" - 1:38

## Créditos

### V8
- Alberto Zamarbide - Voz
- Ricardo Iorio - voz y Bajo
- Osvaldo Civile - Guitarra
- Gustavo Rowek - Batería

### Músicos invitados
- Pappo - Guitarra en "Hiena de metal"
- Marcelo Vitale - Teclado en «Si puedes vencer al temor»